# داون ريتشارد
داون ريتشارد (بالإنجليزية: Dawn Richard)‏ هي موسيقية ومغنية أمريكية، ولدت في 5 أغسطس 1983 في نيو أورلينز في الولايات المتحدة.

## وصلات خارجية
- الموقع الرسمي
- داون ريتشارد على موقع IMDb (الإنجليزية)
- داون ريتشارد على موقع ميوزك برينز (الإنجليزية)
- داون ريتشارد على موقع أول ميوزيك (الإنجليزية)
- داون ريتشارد على موقع ديسكوغز (الإنجليزية)
- داون ريتشارد على موقع قاعدة بيانات الفيلم (الإنجليزية)